# لو أو ميلو
لو أو ميلو (بالإنجليزية: Lua-o- Milu)‏ تعني حرفيا «كهف میلو Milu» وهو مستقر الأموات في بلاد الموتى البولينيزية.